# Kharjā
Kharjā är en ort i Jordanien.   Den ligger i guvernementet Irbid, i den norra delen av landet, 80 km norr om huvudstaden Amman. Kharjā ligger 452 meter över havet och antalet invånare är 5 498.
Terrängen runt Kharjā är kuperad norrut, men söderut är den platt. Terrängen runt Kharjā sluttar norrut. Runt Kharjā är det tätbefolkat, med 819 invånare per kvadratkilometer. Närmaste större samhälle är Irbid, 12,0 km söder om Kharjā. Trakten runt Kharjā består till största delen av jordbruksmark.